# Conquérant (1747)
Pour les articles homonymes, voir Le Conquérant.
Le Conquérant est un vaisseau de ligne de 74 canons de la marine royale. Il est lancé le 9 mars 1746 à Brest (en Bretagne), et mis en service le 8 janvier 1747. Sa carrière dans la marine française est exceptionnellement longue : il traverse trois guerres et de nombreux combats sur plus de 50 ans (de 1747 à 1798). Après sa capture à d'Aboukir, il reste encore en service dans la marine anglaise jusqu'en 1802.

## Description
Le Conquérant est mis en chantier à la fin de la guerre de Succession d'Autriche. C'est le troisième navire de ce type lancé par la marine française. C'est un vaisseau de force de 74 canons lancé selon les normes définies dans les années 1740 par les constructeurs français pour obtenir un bon rapport coût/manœuvrabilité/armement afin de pouvoir tenir tête à la marine anglaise qui dispose de beaucoup plus de vaisseaux depuis la fin des guerres de Louis XIV.
Comme pour tous les vaisseaux de l’époque, sa coque est en chêne. Son gréement, (mâts et vergues) est en pin. Il y a aussi de l’orme, du tilleul, du peuplier et du noyer pour les affûts des canons, les sculptures des gaillards et les menuiseries intérieures. Les cordages (80 tonnes) et les voiles (à peu près 2 500 m2) sont en chanvre. Un deuxième jeu de voiles de secours est prévu en soute.
Le bâtiment porte l'armement habituel des « 74 canons », soit :
- 28 canons de 36 livres dans sa première batterie ;
- 30 canons de 18 livres dans sa seconde batterie ;
- 16 canons de 8 livres sur ses gaillards.

Cette artillerie en fonte de fer pèse 215 tonnes. Lorsqu'elle tire, elle peut délivrer une bordée pesant 838 livres (soit à peu près 420 kg) et le double si le navire fait feu simultanément sur les deux bords. Le vaisseau embarque près de 6 000 boulets pesants au total 67 tonnes. Ils sont stockés dans des puits à boulets autour des mâts. S’y ajoute des boulets ramés, chaînés et beaucoup de mitraille (8 tonnes). Il y a 20 tonnes de poudre noire, stockée sous forme de gargousses ou en vrac dans les profondeurs du vaisseau. En moyenne, chaque canon dispose de 50 à 60 boulets.

## La carrière du vaisseau

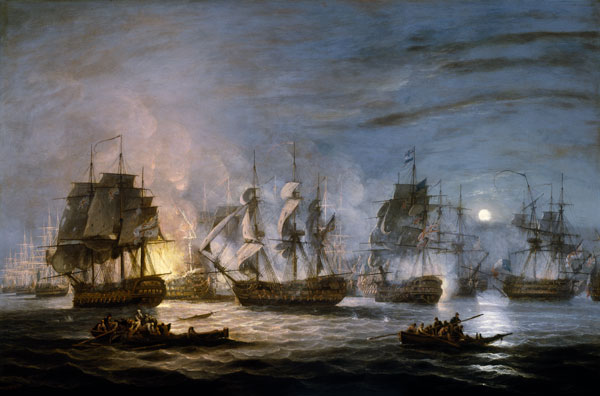
Le Conquérant fait partie des navires capturés par les Anglais à la bataille d'Aboukir en 1798.

Pendant la Guerre de Sept Ans (1755-1763), il n'est pas engagé dans les grandes batailles de Lagos et des Cardinaux et évite donc la capture ou la destruction. 
Il stationne à Brest lorsque la France s'engage dans la guerre d'Indépendance américaine en 1778. Il participe, dans l'arrière-garde, à la bataille d'Ouessant. En 1780, il fait partie de l'escorte qui transporte le corps expéditionnaire de Rochambeau en Amérique et hiverne à Rhode Island. En mars 1781, il est engagé dans la bataille du cap Henry lors de la tentative française de débarquer des renforts dans le sud des États-Unis et il y est sérieusement endommagé. En septembre 1781, il rejoint l'escadre du comte de Grasse peu après la bataille de la Chesapeake et participe au blocus des forces anglaises retranchées dans Yorktown. Après la victoire française, il est intégré à l'escadre du comte de Grasse. Il prend part en janvier 1782 à la bataille de Saint-Christophe pour s'emparer de l'île du même nom. Le 12 avril de cette même année, sous les ordres de La Grandière, le Conquérant participe à la bataille des Saintes, dans l'avant-garde de la ligne française.
Lorsque débute la Révolution française, le Conquérant stationné à Toulon avec l'escadre du Levant. Au début de 1793, la guerre avec l’Angleterre reprend. Le 29 août, Toulon, en pleine agitation contre-révolutionnaire, ouvre ses portes à la flotte anglaise qui y débarque une armée. L’escadre est neutralisée. Mais la contre-offensive des armées républicaines force les Anglais à évacuer. Le Conquérant a la chance d'échapper à l'incendie du 18-19 décembre qui détruit huit vaisseaux. Toujours en service lors de campagne d'Égypte, il participe à l'escorte de l'armée qui débarque dans delta du Nil sous le commandement du capitaine Dalbarade. À la bataille d'Aboukir le 1er août 1798, il est en seconde position sur la ligne de bataille. Il est capturé par l'escadre de Nelson au début du combat : très lourdement touché par les bordées du HMS Audacious et du HMS Goliath, il est rasé comme un ponton et doit baisser pavillon. Il est alors intégré à la Royal Navy sous le nom d'HMS Conquerant jusqu'en 1802.

### Sources et bibliographie
- Jean-Michel Roche, Dictionnaire des bâtiments de la flotte de guerre française de Colbert à nos jours, 1671-1870, t. 1, Éditions LTP, Brest, 2005, 530 p. (ISBN 978-2-9525917-0-6, OCLC 165892922, présentation en ligne), p. 124
- Michel Vergé-Franceschi (dir.), Dictionnaire d'Histoire maritime, éditions Robert Laffont, coll. « Bouquins », 2002 (ISBN 2-221-08751-8 et 2-221-09744-0)
- Jean Meyer et Martine Acerra, Histoire de la marine française : des origines à nos jours, Rennes, Ouest-France, 1994, 427 p. [détail de l’édition] (ISBN 2-7373-1129-2, BNF 35734655)
- Rémi Monaque, Une histoire de la marine de guerre française, Paris, éditions Perrin, 2016, 526 p. (ISBN 978-2-262-03715-4)
- Martine Acerra et André Zysberg, L'essor des marines de guerre européennes : vers 1680-1790, Paris, SEDES, coll. « Regards sur l'histoire » (no 119), 1997, 298 p. [détail de l’édition] (ISBN 2-7181-9515-0, BNF 36697883)
- Patrick Villiers, La France sur mer : De Louis XIII à Napoléon Ier, Paris, Fayard, coll. « Pluriel », 2015, 286 p. (ISBN 978-2-8185-0437-6)
- Onésime Troude, Batailles navales de la France, t. 1, Paris, Challamel aîné, 1867-1868, 453 p. (lire en ligne)
- Georges Lacour-Gayet, La Marine militaire de la France sous le règne de Louis XV, Honoré Champion éditeur, 1902, édition revue et augmentée en 1910 (lire en ligne)
- Georges Lacour-Gayet, La marine militaire de France sous le règne de Louis XVI, Paris, éditions Honoré Champion, 1905 (lire en ligne)